# Villa Palagonia
Villa Palagonia, nota come "villa dei mostri", è un edificio cintato settecentesco situato a Bagheria, in Sicilia.
magnificenza singolar contempla

di fralezza mortal l'immago espressa.»
(La scritta che campeggia all'entrata del salone della villa)

## Storia

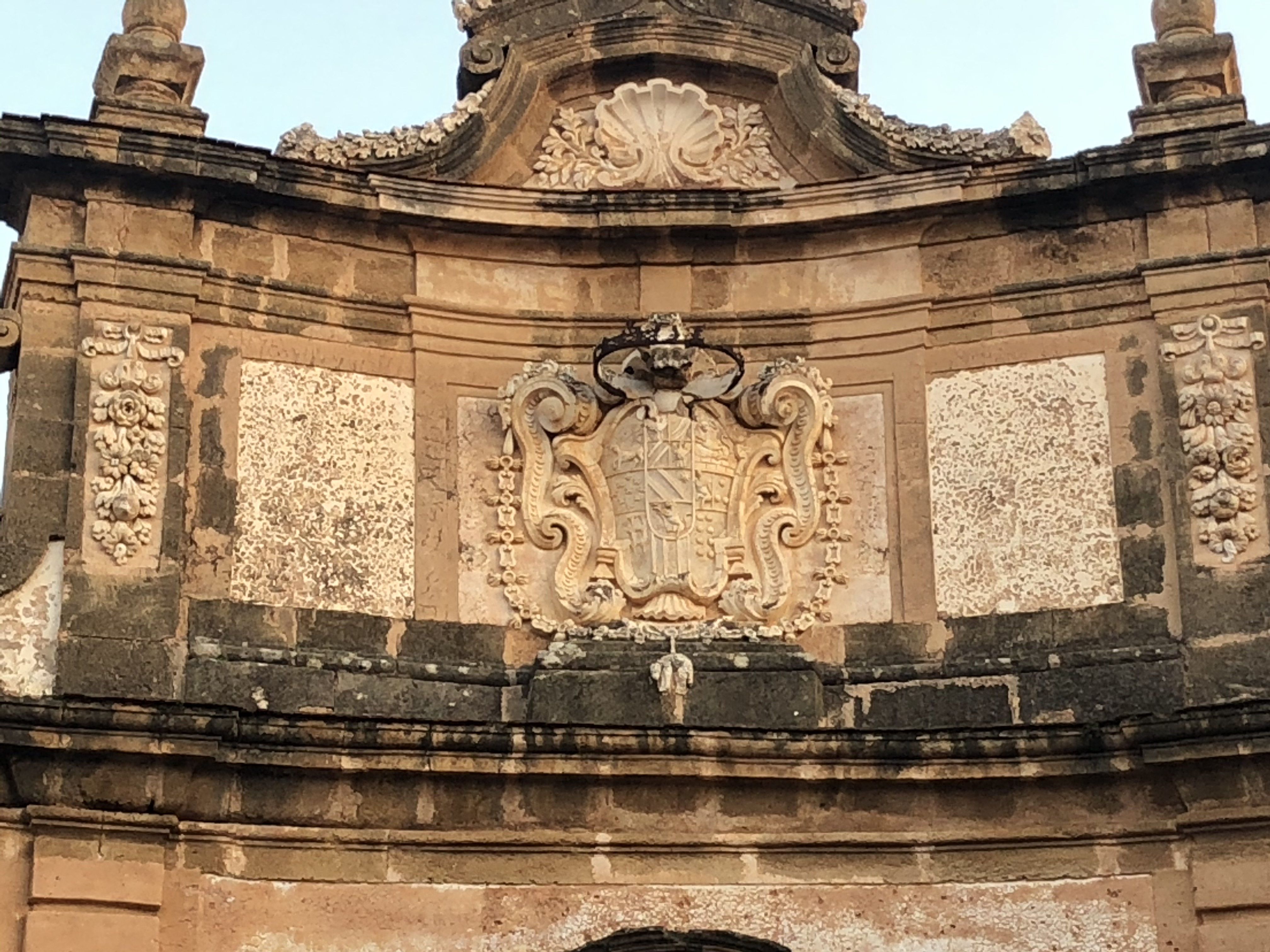
Stemma nobiliare

Venne costruita a partire dal 1715 per conto di Ferdinando Francesco I Gravina Cruyllas, principe di Palagonia, ad opera dell'architetto Tommaso Maria Napoli, frate domenicano, che, con l'aiuto di Agatino Daidone si occupò, nel 1737, delle strutture basse che circondano la villa e, nel 1749, delle decorazioni interne ed esterne, su incarico di alcuni successori del principe.

Facciata di villa Palagonia nel 1993

In particolare all'omonimo nipote Ferdinando Francesco II, detto Il negromante (1722-1788), si deve la realizzazione dell'estesa sequela di figure mostruose che ne cingono le mura, per cui la residenza nobiliare di svago è famosa. Era figlio di Ignazio Sebastiano e di Margherita Alliata.
La villa si stendeva, in realtà, a ridosso del corso Umberto a Bagheria, esattamente all'altezza dei due pilastri oggi indistintamente inglobati nella trama urbana della città. L'ingresso principale si trovava su corso Butera, ed era formato da un lungo viale, oggi diventato via Palagonia, al quale si accedeva tramite tre portoni. Di qui si profilava il lungo viale adornato da una fitta schiera di statue di mostri, scolpite in calcarenite. Segnato a metà dall'arco trionfale, tuttora esistente, detto anche arco del Padre Eterno, al quale i principi, rivolgevano la preghiera di ringraziamento, per essere arrivati alla meta. Il viale divenuto strada urbana, è stato depauperato delle tante statue che lo adornavano. Delle schiere di mostri, ne sopravvivono sessantadue, ma che originariamente sarebbero ammontate a circa duecento. Nel 1885, dopo l'estinzione della famiglia principesca, la costruzione venne acquistata dalla famiglia Castronovo, che ne è tuttora proprietaria, ed è parzialmente aperta al pubblico.

### Goethe nella «Villa dei mostri»

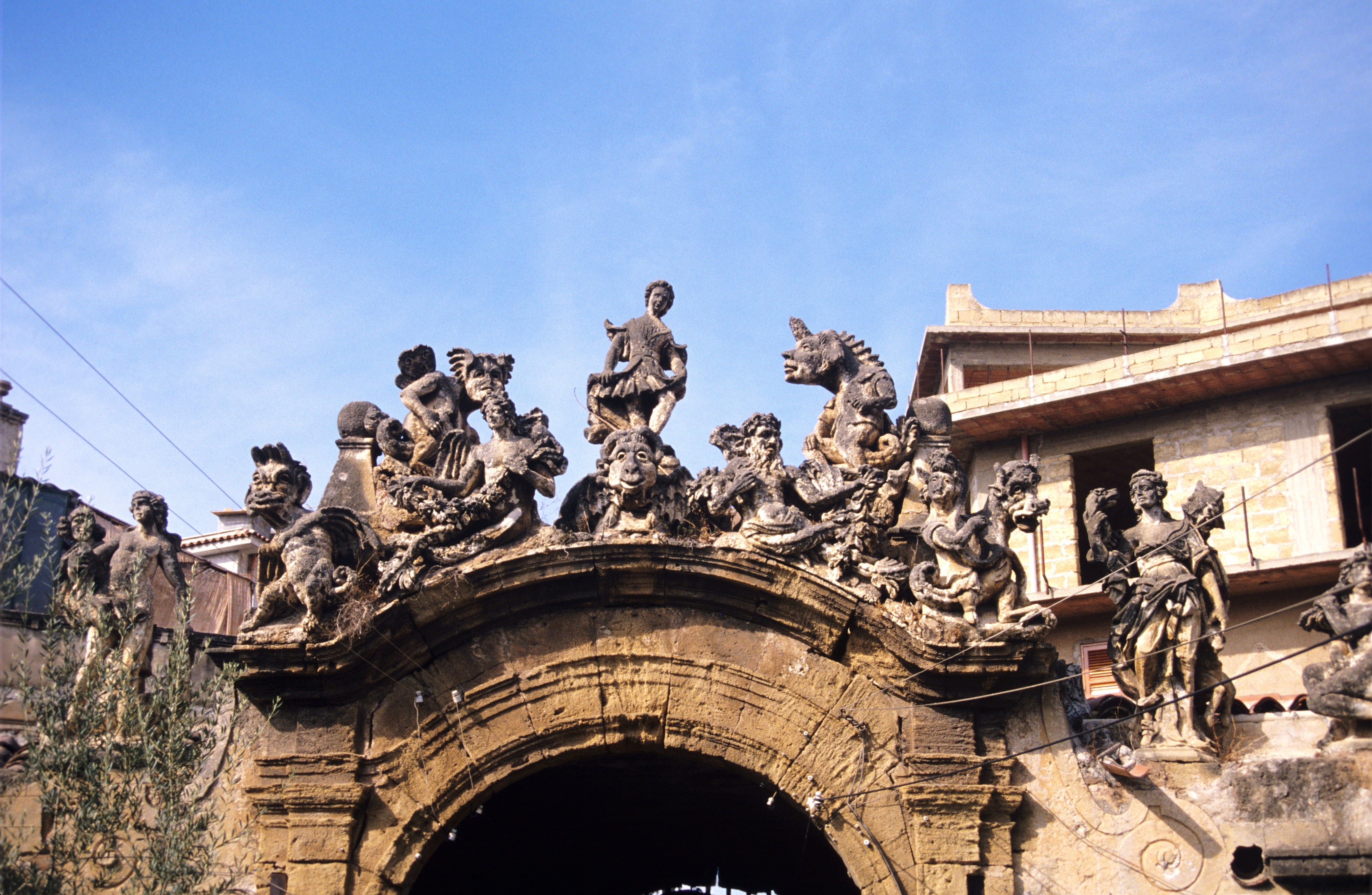

Il 9 aprile 1787 la villa fu visitata dal poeta Johann Wolfgang von Goethe, che così descrisse la bizzarria dell'esterno dell'edificio nel suo memoriale Viaggio in Italia:
Ne rimase, tuttavia, talmente impressionato che ne La notte di Valpurga del Faust tracciò la descrizione inconfondibile di un gruppo di mostri presenti nella villa, quasi assurgendo, in questo modo, a puro esempio di demonico e di caotico romantico, tutto quel mondo di confusi incubi e di grottesche espressioni dell'inconscio, tanto singolare e concettualmente icastico da valergli, ad oggi, la categoria ad hoc di palagonico.

### L'interno della villa

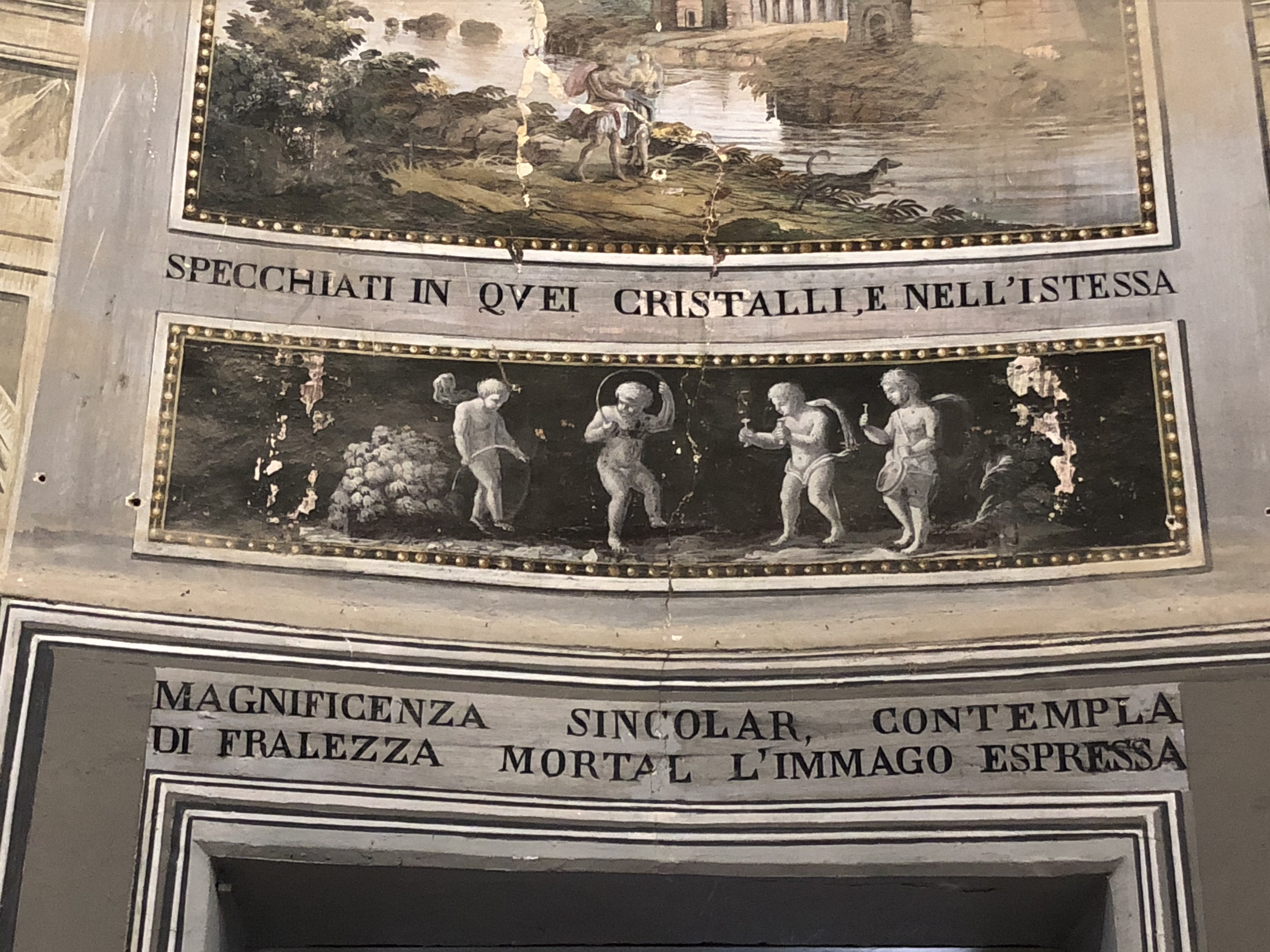
Endecasillabi all'ingresso

Gli endecasillabi che campeggiano all'entrata del salone si riferiscono certamente agli specchi che, secondo le antiche descrizioni degli interni di villa Palagonia, avrebbero rivestito, con un particolare gioco di sovrapposizioni, l'intera volta del soffitto ed a quelli, delle più disparate fogge e disposizioni, che dappertutto coprivano porte e finestre, in un effetto asfittico di stravaganti deformazioni e caleidoscopiche moltiplicazioni del riflesso dei passanti. Nemmeno l'arredamento interno, quindi, si sottraeva alla visionaria fantasia del principe. Ancora Goethe ne scrisse: 

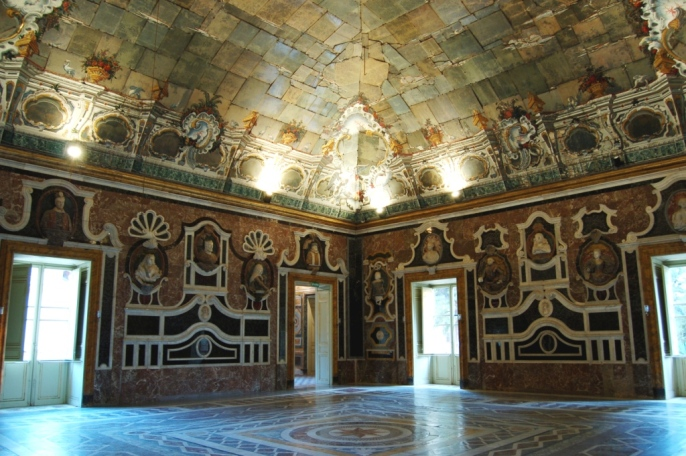
Salone degli specchi

E un viaggiatore dell'epoca ci testimonia: 

### Il principe e lafolliain matrice alchemica

I cosiddetti "mostri" nella villa Palagonia nel 1993

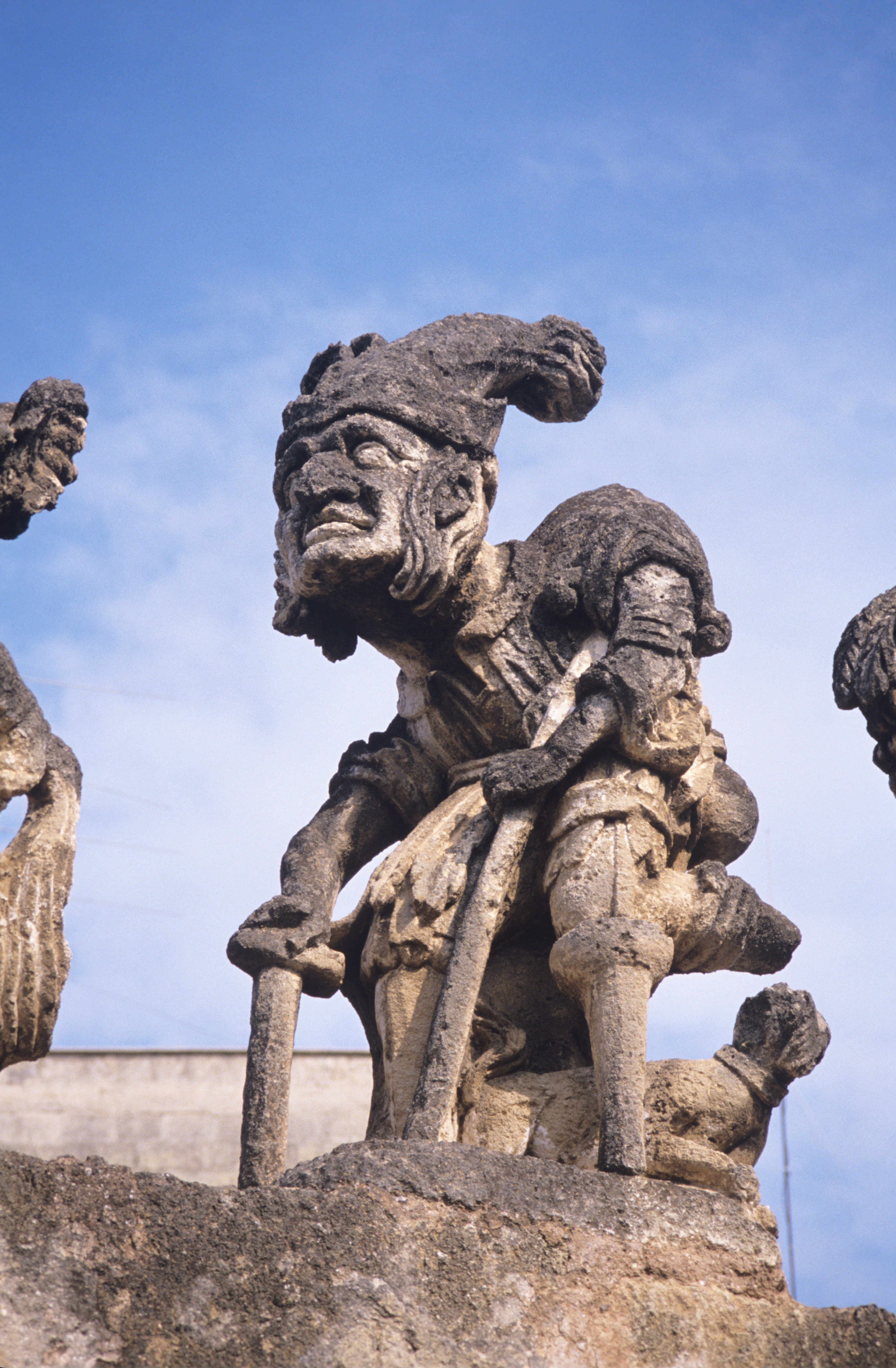
Creatura bestiale

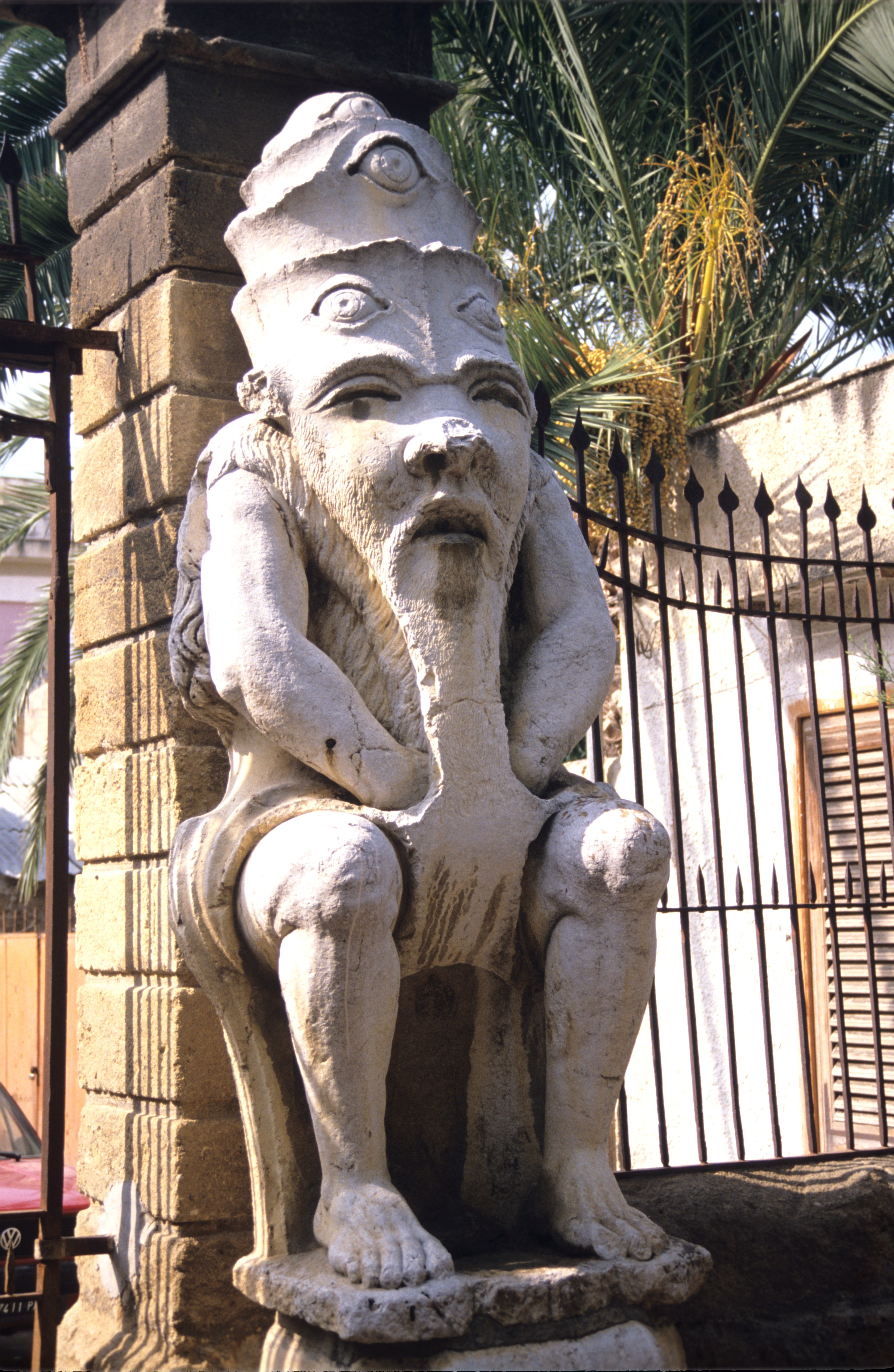

Le leggende che aleggiavano circa l'influenza malefica dei mostruosi «guardiani» di pietra sugli uomini (in grado di provocare, fu credenza a lungo diffusa, aborti o parti mostruosi alle gravide) e il costo elevatissimo di tutto il progetto architettonico, unito alle mille bizzarrie notorie anche dentro le mura, concorsero tutte ad alimentare la fama di follia e quell'aura maledetta del principe che non propriamente parve corrispondere al vero. Gli archivi storici restituiscono, anzi, il profilo di un uomo particolarmente lucido, ciambellano personale del re di Napoli e grande di Spagna, che ricoprì cariche politiche di notevole responsabilità, come già il nonno, e che, nella senescenza, si occupò di opere misericordiose. «È il Principe di Palagonia, disse il bottegaio, che gira di tanto in tanto per la città, facendo la colletta per il riscatto degli schiavi prigionieri in barbarie», scriveva Bartels. Sposato, a detta di chi lo udisse parlare, avrebbe dato prova di una saggezza e di una sobrietà per nulla conciliabili con la mattanza della sua opera. Il conte di Borch lo stimò così: «Sono stato veramente meravigliato dal suo tratto e dal modo giusto e corretto con cui ragionava di ogni cosa». E ancora Goethe lo descriveva: «Pettinato e intalcato, il cappello sottobraccio, vestito di seta, la spada al fianco, calzato elegantemente con scarpine ornate da borchie e pietre preziose. Così il vecchio incedeva con passo solenne e tranquillo; tutti gli occhi erano appuntati su di lui.» Rimanendo, tuttavia, fondata la notizia che non avesse un bell'aspetto, studiosi e psichiatri come i due amburghesi Helen Fisher e Wilhelm Weygandt, ipotizzarono una patologia psicotica dell'aristocratico che lo avrebbe portato a esorcizzare il complesso della sua bruttezza, circondandosi di «amici» turpi quanto lui. Anche Emil Kraepelin si interessò alle sculture della villa, rilevandone affinità con i disegni dei catatonici ed esemplificandole in una fotografia inserita nel primo volume del suo trattato di psichiatria. Ma era l'età del fervore scientifico positivista, l'epoca delle grandi classificazioni sintomatiche descritte in assenza di una chiara visione eziologica delle malattie mentali. La rivoluzione freudiana era agli inizi, e l'inconscio era ancora costretto dagli argini coscienziali. Era anche il tempo in cui stava per essere pubblicata l'opera di Hans Prinzhorn sull'attività plastica dei malati di mente, sulla specificità della Gestaltung schizofrenica riassunta nelle seguenti caratteristiche formali: gioco sfrenato, monumentalità ornamentale, ambiguità, frammentarietà della figurazione.
Recenti studi ipotizzano, invece, una precisa matrice alchemica del XVIII secolo - come per altre ville bagheresi - alla base di questo edificio. La ripartizione dei cosiddetti mostri in due settori laterali della villa (musicanti da una parte e creature deformi dall'altra, con la costante presenza del dio Mercurio, fautore della trasmutazione della materia) significherebbe la ricerca dell'armonia partendo dalla musica (Nigredo) sino alla materia (Rubedo).

### Architettura

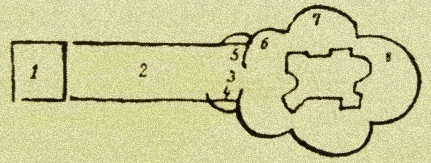
Schizzo planimetrico di Goethe (9 aprile 1787)

Il corpo di fabbrica centrale della villa, del tipo tradizionale a blocco chiuso, senza cortili interni, ha una pianta articolata in due elementi quadrati congiunti da una parte centrale curvilinea. Il piano terra è attraversato al centro da un passo carraio, che si allarga al centro in uno spazio ovale senza luce diretta. Il primo piano presenta quattro torrioni agli angoli e al centro un vestibolo ovale, che ripete lo spazio del piano inferiore. Da questo si accede al salone delle feste, riccamente affrescato e con il soffitto coperto da specchi. Oltre questo è presente la cappella gentilizia. Dal lato opposto si trova una sala da biliardo e sui lati gli appartamenti privati, costituiti da una serie di stanze l'una dietro l'altra. Al piano nobile si accede dal piano di campagna per mezzo di una scalinata a doppia tenaglia, con balaustre in pietra che ne accompagnano l'articolato disegno. Alla base è affiancata da due sedili in pietra, con schienali a linee spezzate di gusto barocco. A conclusione del prospetto, al di sopra della trabeazione, vi è un attico con elementi decorativi, tanto alto da nascondere le falde del tetto, mentre gli spigoli della fabbrica hanno il piano terra bastionato. Le basse costruzioni che circondano l'edificio sono riccamente decorate da statue in calcarenite d'Aspra, che raffigurano vari personaggi uniti ad animali fantastici e figure caricaturali, dette mostri. A metà del viale d'ingresso si trova il cosiddetto Arco del Padreterno; fu invece demolito alla metà del XX secolo il grande Arco dei Tre Portoni (in dialetto Tri Purtuna).

## Altre notizie

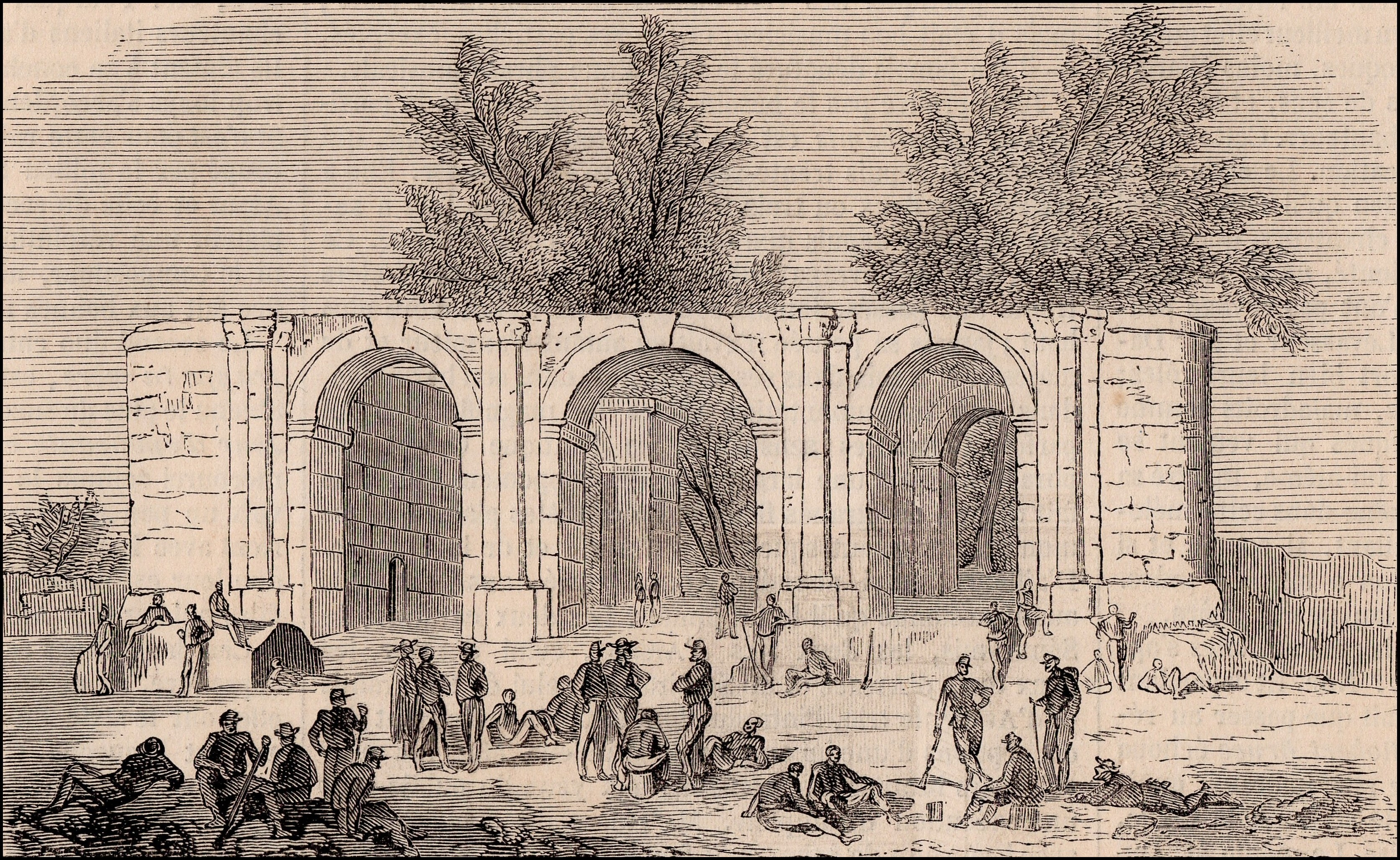
LArco dei Tre Portoni in una xilografia del 1860 raffigurante un gruppo di garibaldini a riposo

Il poeta e drammaturgo palermitano Giovanni Meli (1740-1815) dedicò alla villa diversi scritti in prosa e in versi. Tra questi, si apprezza sicuramente il suo più celebre e ammirato epigramma che recita:
Salvador Dalí visitò la villa negli anni '40 e ne rimase impressionato. Inoltre dichiarò di volere acquistare Villa Palagonia  come suo ideale soggiorno per i periodi di villeggiatura in Sicilia.
Renato Guttuso, che lo definì «il luogo dei miei giochi da bambino», quando raccontava di contemplare le sculture e di fantasticare a giocarci arrampicandovici su, realizzò tre opere dedicate alla villa: Il ratto - Villa Palagonia, Il portone murato e Spes contra Spem.
Furono girati diversi film con ambientazione, o anche ricostruzione e citazioni, di Villa Palagonia. Tra questi, si ricordano alcune scene de il Mafioso di Alberto Lattuada con Alberto Sordi, del 1962, Il regista di matrimoni di Marco Bellocchio, con Sergio Castellitto del 2006 e Baarìa di Giuseppe Tornatore del 2009 che ne ricrea scenograficamente una fedelissima ricostruzione nel set.
Nel 2010 è stato pubblicato il romanzo L'Utopia dell'Ummita, di Walet Humm, ambientato a Villa Palagonia.
Villa Palagonia ospita di tanto in tanto i concerti della Stagione Concertistica Città di Bagheria inaugurata nel gennaio 2017 con l'ingresso gratuito.
Villa Palagonia è citata anche dall'autrice italiana Dacia Maraini nel suo racconto autobiografico Bagheria (Maraini), del 1993.